# ジョナサン・ヘンズリー
ジョナサン・ブレア・ヘンズリー（Jonathan Blair Hensleigh、1959年2月13日 - ）は、アメリカ合衆国の脚本家、映画監督、映画プロデューサー。ジョナサン・ヘンスレー、ジョナサン・ヘンズレーとも表記される。
妻は映画プロデューサーのゲイル・アン・ハード。

## 来歴
マサチューセッツ州ミドルセックス郡出身。1981年にマサチューセッツ大学アマースト校卒業（専攻は歴史学）後、バージニア法科大学とトゥレイン法科大学に学び、1985年にマサチューセッツ州で弁護士資格を取得し開業。数年間、弁護士として働き、31歳から脚本を書き始める。なお、映画学校には通っていない。
テレビドラマ『インディ・ジョーンズ/若き日の大冒険』からキャリアをスタートさせ、1995年、『サイモン曰く』というオリジナルのシナリオが『ダイ・ハード3』の脚本に採用され、注目を集めた。以降、話題作の脚本のみならず、製作総指揮、監督としても活躍している。

## 主な作品
- インディ・ジョーンズ/若き日の大冒険 The Young Indiana Jones Chronicles (1992 - 1993) テレビドラマ
- ラスト・ウィンド/少年たちは砂漠を越えた A Far Off Place (1993) 劇場未公開
- ダイ・ハード3 Die Hard: With a Vengeance (1995)
- ジュマンジ Jumanji (1995)
- コン・エアー Con Air (1997) 製作総指揮
- セイント The Saint (1997)
- アルマゲドン Armageddon (1998) 原案、製作総指揮
- 60セカンズ Gone in 60 Seconds (2000) 製作総指揮
- パニッシャー The Punisher (2004) 監督
- NEXT -ネクスト- Next (2007)
- 実録・リアル食人族 Welcome to the Jungle (2007) オリジナルビデオ、監督・撮影
- キル・ザ・ギャング 36回の爆破でも死ななかった男 Kill the Irishman (2011) 監督
- アイス・ロード (2021) 監督